# Лаккадивские острова
Лаккадивские острова (англ. Laccadive Islands) — архипелаг в Индийском океане, одна из островных групп, составляющих индийскую союзную территорию Лакшадвип. Состоит из 27 атоллов высотой до 4 м. На острове Каваратти располагается административный центр Лакшадвипа.

## География
Лаккадивские острова — наибольшая по территории (18,65 км²) и населению (32 229 человек (2001)) островная группа Лакшадвипа. Состоит из четырёх больших (Каваратти — 4,22 км², Андротт — 4,84 км², Агатти — 3,84 км² и Калпени — 2,79 км²) и нескольких маленьких островов. Архипелаг располагается на 10° северной широты к западу от штата Керала. К северу располагаются Аминдивские острова, к югу через пролив Девятого градуса — остров Миникой и атолл Малику.

## Экономика
Крупнейший по территории и населению лаккадивский остров Андротт закрыт от посещения туристов. В то же время, острова Бангарам и Агатти, соединённые мелководьем, представляют собой популярный туристический курорт.
Кроме туризма доход приносят кокосовые пальмы и рыболовство.